# Anna Espar
Anna Espar Llaquet (ur. 8 stycznia 1993) – hiszpańska piłkarka wodna. Mistrzyni świata i Europy, wicemistrzyni olimpijska. Absolwentka Uniwersytetu Południowej Kalifornii. Jej siostra, Clara, także jest piłkarką wodną.

## Osiągnięcia

### Igrzyska olimpijskie
Jej pierwszy występ na igrzyskach olimpijskich miał miejsce w 2012 w Londynie. Zdobyła tam srebrny medal. Cztery lata później, na Igrzyskach w Rio de Janeiro, jej drużyna była piąta.

### Mistrzostwa świata
Anna Espar zdobyła złoty medal w Barcelonie w 2013, srebro w Budapeszcie w 2017 i srebro w Gwangju w 2019.

### Mistrzostwa Europy
Anna Espar jest dwukrotną medalistką Europy. W 2014 zdobyła złoto, cztery lata później zaś reprezentacja Hiszpanii, z Espar w składzie, była trzecia.